# Nomsa Manaka
Nomsa Kupi Manaka (née en 1962 à Orlando) est une danseuse et chorégraphe sud-africaine.

## Biographie
Nomsa Kupi est née en 1962 à Orlando, dans la zone urbaine de Soweto. Ayant été formé au ballet classique, elle enseigne la danse au Funda Centre fondé par son mari, Matsemela Manaka. Elle joue également dans une pièce, Gorée, consacrée à ce lieu de regroupement des esclaves en partance pour l’Amérique, et au parcours sprituel d’une jeune femme noire interprétée par Nomsa Manaka. Son apprentissage de la danse africaine l'amène à la découverte de soi. Elle parcourt le continent et se retrouve à Gorée. Elle y rencontre une femme plus âgée, interprétée par Sibongile Khumalo, l’aidant à prendre conscience de son héritage africain,,.
Nomsa Manaka fonde en 1991 une revue de danse, Rainbow of Hope, et crée des chorégraphies, dont celle de l’opéra Daughter of Nebo, en 1993. Elle fusionne dans ses créations chorégraphiques les traditions africaines et les approches de la danse contemporaine.
Son époux, Matsemela Manaka, meurt en 1998 dans un accident de voiture. Elle vit quelques années plus tard, durant les années 2010, avec le musicien Hugh Masekela, atteint d’un cancer de la prostate. Elle-même est atteinte dans la même période d’un cancer de l'ovaire. Elle monte avec Hugh Masekela un spectacle sur cette maladie du cancer : « Il était important pour nous deux d'envoyer le message que nous devrions célébrer notre vie et ce que nous sommes. Nous ne devrions pas laisser le cancer nous abattre ». Hugh Masekela meurt en 2018. Quant à elle, elle s’en sort, après des mois de chimiothérapie.